# April Heinrichs
April Dawn Heinrichs (27 de fevereiro de 1964) é uma treinadora e ex-futebolista estadunidense, que atuava como atacante.

## Carreira
April Heinrichs comandou a Seleção Estadunidense de Futebol Feminino nas Olimpíadas de 2000 e 2004.